# Флейтас Солич, Мануэль
Мануэль Агустин Флейтас Солич (исп. Manuel Agustin Fleitas Solich; 30 декабря 1900, Асунсьон — 24 марта 1984, Рио-де-Жанейро) — парагвайский футболист, полузащитник. После окончания карьеры успешно работал тренером. Солич — первый парагвайский футболист, выступавший за границей.

## Карьера игрока
Мануэль Солич родился в семье крупного парагвайского журналиста. Он начал свою карьеру в возрасте 17-ти лет в клубе «Насьональ» из Асунсьона. С этим клубом Флейтас выиграл два чемпионата Парагвая в 1924 и 1926 годах.
В 1927 году Солич перешёл в аргентинский клуб «Бока Хуниорс», став первым парагвайцем, выступавшим за пределами Парагвая. Солич провел за «Боку» 99 матчей, забив 15 мячей. В 1930 году, в котором «Бока» выиграла свой первый профессиональный чемпионат Аргентины, Мануэль получил тяжелую травму (сломал ногу), от которой восстанавливался длительный срок.
В 1931 году Солич покинул «Боку Хуниорс» (после травмы не проведя ни одного матча за клуб) и перешёл в другой аргентинский клуб «Расинг», где провел всего лишь 3 игры. Через Солич перешёл в клуб «Платенсе», где провел на поле 10 матчей, забив 2 мяча.
Закончил карьеру Солич в 1936 году в «Боке», куда вернулся после того, как тренировал несколько аргентинских команд, за «Боку» в последний свой футбольный год Солич провел 17 матчей и забил 2 гола.
В сборной Парагвая Солич дебютировал в 1919 году и выступал за главную парагвайскую команду на протяжении 8 лет, проведя 32 матча и забив 3 гола. В нескольких матчах Солич выводил Парагвай на поле с капитанской повязкой. На Чемпионате Америки 1926 года Солич был играющим тренером сборной.

## Карьера тренера
После окончания футбольной карьеры Солич работал тренером. Наиболее успешными его действиями на тренерском посту стали выход в 1947 году сборной Парагвая в финал Чемпионата Южной Америки и выигрыш этого турнира в 1953 году, ставшим первой победой парагвайской сборной на этом турнире.
Солич много работал в Бразилии с ведущими командами страны, в частности, под его руководством, «Фламенго» трижды выиграл чемпионат Рио. В 1966 году он возглавил «Палмейрас», но был вынужден покинуть клуб из-за конфликта с ведущим игроком команды Адемиром да Гия.
Отметился Солич и в Европе, тренируя сам мадридский «Реал».
Тренировал Солич и аргентинские команды, а также сборную Перу и свой родной клуб — «Насьональ».

## Статистика
| Сезон | Команда             | Турнир  | Игры | Голы |
| ----- | ------------------- | ------- | ---- | ---- |
| 1927  | Бока Хуниорс        | Примера | 29   | 2    |
| 1928  | Бока Хуниорс        | Примера | 32   | 4    |
| 1929  | Бока Хуниорс        | Примера | 18   | 2    |
| 1930  | Бока Хуниорс        | Примера | 17   | 7    |
| 1931  | Бока Хуниорс        | Примера | 2    | 0    |
| 1931  | Расинг (Авельянеда) | Примера | 3    | 0    |
| 1931  | Платенсе            | Примера | 0    | 0    |
| 1932  | Платенсе            | Примера | 10   | 2    |
| 1933  | Тальерес (Кордова)  | Примера | 1    | 0    |
| 1935  | Тальерес (Кордова)  | Примера | 0    | 0    |
| 1936  | Архентинос Хуниорс  | Примера | 1    | 0    |

## Достижения

### Как игрок
- Чемпион Парагвая: 1924, 1926
- Чемпион Аргентины: 1930, 1931, 1934,1935

### Как тренер
- Чемпион Парагвая: 1943
- Чемпион Южной Америки: 1953
- Чемпион штата Рио-де-Жанейро: 1953, 1954, 1955
- Обладатель Чаши Бразилии: 1957
- Обладатель Кубка европейских чемпионов: 1959/1960
- Победитель турнира Рио-Сан-Паулу: 1961
- Чемпион штата Сан-Паулу: 1966
- Чемпион штата Баия: 1970, 1971